# Hummendorf (Untersteinach)
Hummendorf ist ein Gemeindeteil der Gemeinde Untersteinach im Landkreis Kulmbach (Oberfranken, Bayern). Hummendorf liegt in der Gemarkung Untersteinach.

## Geografie
Der Weiler liegt am rechten Ufer der Unteren Steinach. Im Westen steigt das Gelände zum Zwischenberg 472 m ü. NHN an mit einer Einkerbung durch den Hummengraben, der mittlerweile kein Wasser mehr führt. Eine Anliegerstraße führt nach Untersteinach (1,7 km südöstlich).

## Geschichte
Dem Ortsnamen zu schließen wurde Hummendorf wahrscheinlich schon während der Fränkischen Landnahme (5. bis 8. Jahrhundert) gegründet. 1439, 1476 und 1497 kam der dort befindliche Herrensitz Stück für Stück an die Familie Guttenberg. Im Dreißigjährigen Krieg wurde das Schloss 1633 zerstört. 1699 bis 1705 wurde es wieder errichtet und von 1724 bis 1729 unter Mitarbeit von Balthasar Neumann ausgebaut.
Gegen Ende des 18. Jahrhunderts bestand Hummendorf aus drei Anwesen (Schloss, Burggut, Ökonomiegebäude). Das Hochgericht war strittig zwischen dem bambergischen Centamt Stadtsteinach und dem brandenburg-bayreuthischen Stadtvogteiamt Kulmbach. Alleiniger Grundherr war das Burggericht Guttenberg, was ebenfalls vom Stadtvogteiamt Kulmbach bestritten wurde.
Von 1802 bis 1810 unterstand Hummendorf dem preußischen Justiz- und Kammeramt Kulmbach Mit dem Gemeindeedikt wurde der Ort dem 1811 gebildeten Steuerdistrikt Untersteinach und der im gleichen Jahr gebildeten Ruralgemeinde Untersteinach zugewiesen. In der freiwilligen Gerichtsbarkeit unterstand der gesamte Ort bis 1848 dem Patrimonialgericht Steinenhausen.

### Baudenkmäler
- Haus Nr. 1: Freiherrlich von Guttenbergsches Gut

### Einwohnerentwicklung
| Jahr      | 001818 | 001819 | 001861 | 001871 | 001885 | 001900 | 001925 | 001950 | 001961 | 001970 | 001987 |
| Einwohner |        | 15     | 27     | 30     | 26     | 22     | 41     | 42     | 23     | 22     | 14     |
| Häuser    | 3      |        |        |        | 3      | 3      | 3      | 4      | 4      |        | 4      |
| Quelle    | [ 7 ]  | [ 10 ] | [ 11 ] | [ 12 ] | [ 13 ] | [ 14 ] | [ 15 ] | [ 16 ] | [ 17 ] | [ 18 ] | [ 1 ]  |

## Religion
Hummendorf ist seit der Reformation evangelisch-lutherisch geprägt und nach St. Oswald (Untersteinach) gepfarrt.